# Que Horas Ela Volta?
Que Horas Ela Volta? (en español Una segunda madre) es una película brasileña de 2015 dirigida por Anna Muylaert, con guion de ella misma. Constituye una crítica a la desigualdad social en Brasil a través de la historia de una empleada doméstica y las tensiones con sus empleadores que ocasiona la llegada de su hija para iniciar sus estudios universitarios en São Paulo.
Se estrenó mundialmente a principios de 2015 en el Festival de Cine de Sundance y llegó a Brasil el 27 de agosto del mismo año. En septiembre fue seleccionada por el Ministerio de Cultura de Brasil para ser la candidata brasileña al Premio Óscar a la mejor película en habla no inglesa, pero no resultó nominada. Unos meses después, en diciembre, la organización estadounidense National Board of Review la consideró una de las cinco mejores películas extranjeras del año, y la Asociación Brasileña de Críticos de Cine la eligió como la mejor película del 2015.

## Argumento
Val, oriunda de Pernambuco, se va a vivir a São Paulo y deja atrás a su hija Jéssica con sus familiares. En Sao Paulo consigue trabajo como empleada doméstica de una familia de clase alta y cuida al hijo de esta, Fabinho, con quien establece una relación más cercana de la que él tiene con su madre.
Trece años después, ya con cierta holgura económica, Jéssica le pide a su madre quedarse unos días con ella mientras estudia para presentarse al examen Vestibular (Selectividad), al que Fabinho también se va a presentar, e ingresar en la Universidad de São Paulo. Val, que vive en un pequeño cuarto en la casa de la familia, pide permiso, y tras conseguirlo Jéssica viene a vivir con ellos. La convivencia se torna complicada, ya que Jéssica no acepta las divisiones sociales impuestas y que su madre respeta.

## Reparto
| Actor               | Papel           |
| ------------------- | --------------- |
| Regina Casé         | Val             |
| Camila Márdila      | Jéssica         |
| Michel Joelsas      | Fabinho         |
| Karine Teles        | Bárbara         |
| Lourenço Mutarelli  | José Carlos     |
| Helena Albergaria   | Edna            |
| Luci Pereira        | Raimunda        |
| Alex Rusjar         | Caveira         |
| Thaissa Reis        | Pâmela          |
| Milcéia Vicente     | Anita           |
| Hugo Villavicentino | Peruano         |
| Bete Dorgan         | Janaína         |
| Luís Miranda        | Antônio         |
| Theo Werneck        | Vandre          |
| Andrey Lima Lopes   | Fabinho de niño |

## Producción
Anna Muylaert planeó realizar Que Horas Ela Volta, originalmente titulada A Porta da Cozinha (en español, «La puerta de la cocina»), antes de realizar su primera película Durval Discos en 2002. Cuándo concibió la película se inspiró en la historia de la niñera que cuidó a su propio hijo y en «el amor de una madre», pero en ese momento no se sentía capaz de llevar a cabo el proyecto y veía al guion como «inmaduro». En el curso de los años reescribió el guion cuatro veces y se enfocó particularmente en que el personaje de Val no quedase como «una caricatura» sino como un personaje real, ya que «cuidar a los hijos de otras personas es un trabajo sagrado pero muy subestimado». A su vez, comentó que también le costó escribir el guion porque no quería que fuera «tendencioso» y con «personas culpables». En una de las veces de que reescribió el guion, rehízo el personaje de Jéssica, que originalmente iba a ir a San Pablo con el deseo de ser Peluquera. Se enfocó en que «reflejara los cambios y los debates que se habían producido [en la sociedad]. En vez de retratar a la hija de la niñera como sumisa y desgraciada, como mandan los clichés, la doté de una personalidad muy marcada; la hice lo bastante noble y fuerte como para enfrentarse a esas normas sociales segregadoras». En su opinión, la película «abre más preguntas que las respuestas que da».
A pesar de los cambios en el guion, Muylaert dijo que siempre estuvo segura de que Regina Casé debía ser la actriz protagonista. Expresó que «solo ella tiene un repertorio de vida para el papel» y que ella logró convertir a la película «en una especie de museo sociologico que representa a las mujeres nordestinas de cierta franja etaria». Casé coincidió en que la protagonista Val no representaba a una persona, sino «a una colección de personas» y explicó que ella sentía que con ella «liberó a todas esas mujeres nordestinas».
El rodaje comenzó en febrero de 2014 y duró seis meses. Para la fotografía, la directora dijo haberse inspirado en el cuento Casa tomada de Julio Cortázar por su estructura de «invasión para luego expulsión», y en las películas Teorema (Pier Paolo Pasolini, 1968) y El custodio (Rodrigo Moreno, 2005).

## Estreno y recepción

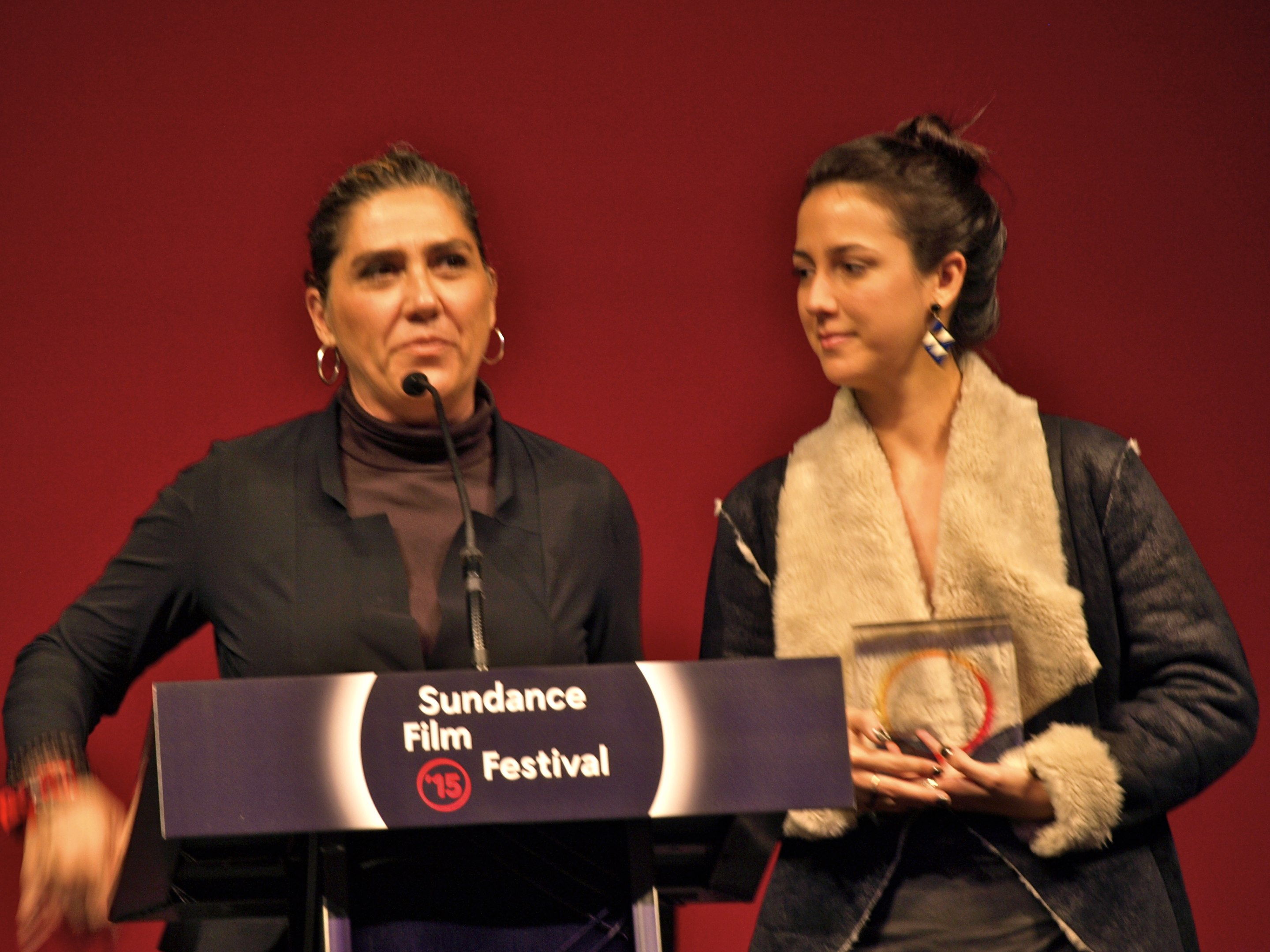
Anna Muylaert y Camila Márdila reciben el premio del Festival de Sundance 2015.

Que Horas Ela Volta? se estrenó en el Festival de Cine de Sundance a principios de 2015. El jurado del festival premió a Regina Casé y Camila Márdila por sus actuaciones en la película. Posteriormente, se estrenó en Europa en el Festival Internacional de Cine de Berlín, en dónde ganó el premio de la audiencia.
La película finalmente se estrenó en Brasil el 27 de agosto de 2015, después de haber sido visto por medio millón de personas en Europa.
Que Horas Ela Volta fue muy aclamada por la crítica. En Rotten Tomatoes tiene un puntaje de 95% de aprobación, con un consenso en que «sus personajes atractivos construyen un drama artísticamente construido que lleva a la reflexión en la audiencia y está hermosamente traído a la vida por un reparto talentoso». En Metacritic, por su parte, la película obtuvo un puntaje de 82/100. The Hollywood Reporter alabó las actuaciones y dijo que «la belleza de este guion construido ingeniosamente radica en que es una narrativa que te lleva con su historia mientras a la vez explora muchos temas complejos debajo de la superficie». La revista también acotó que la película hacía esto con «escalofriante precisión y también humor» mientras era capaz de «evitar los Clichés». El sitio brasilero Omelete expresó que la película logra «un equilibrio entre el humor y la crónica social» y que lo hacía con «convicción pero también con propiedad».
Sin embargo, The New Yorker, por otro lado, criticó a la película y alegó que «los personajes estereotipados de Muylaert con sus roles sociales muestran sus intenciones desde el principio y hacen un drama superfluo». Francesca Angiolillo de Folha de S. Paulo comentó que el film «se muestra hasta su desenlace como un film bastante más conservador de lo qué en sus buenas intenciones desearía ser». Por su parte, Margareth Carbinato, presidenta del sindicato de empleadas domésticas de San Pablo, también criticó el film y dijo que «no aprendió nada de él y no entendió el mensaje». Si bien alabó la actuación de Regina Casé, criticó el realismo de la trama ya que «no es común» que los empleadores acogan en sus casas a los familiares de una empleada. Acotó que «cada uno tiene que saber su lugar» y dijo que quien escribió el guion «quiso mostrar a un patrón que se impone, pero no puedo aceptar eso porque en la casa el dueño debe imponer orden».
Muylaert expresó que las situaciones sociales del film «tienen una recepción totalmente diferente según donde se proyecte la película. En la periferia hay escenas en que la gente aplaude mientras que en Sao Paulo esta misma escena provoca risa». Para ella, «esta película podría causar bastante malestar y vergüenza, ya que no se habla de estas reglas [sociales]». También expresó que la película «consiguió dar impulso al sentimiento de ciudadanía, y Jessica es el retrato de ese cambio». El diario Página 12 de Argentina coincidió en que la película muestra «los cambios que atraviesa la sociedad brasileña actual puertas adentro a través del personaje de la hija de la protagonista».

## Premios
| Año  | Premio                                                                          | Categoría                                     | Candidato                  | Resultado | Ref.   |
| ---- | ------------------------------------------------------------------------------- | --------------------------------------------- | -------------------------- | --------- | ------ |
| 2015 | Festival Internacional de Cine de Berlín                                        | Premio CICCAE                                 | Anna Muylaert              | Ganador   | [ 19 ] |
| 2015 | Festival Internacional de Cine de Berlín                                        | Premio Panorama                               | Anna Muylaert              | Ganador   | [ 19 ] |
| 2015 | Estados Unidos Premio de la Asociación de Críticos de Cine de Dallas-Fort Worth | Mejor película extranjera                     | Que Horas Ela Volta?       | Nominado  | [ 19 ] |
| 2015 | Estados Unidos Festival de Cine de Sundance                                     | Premio especial del jurado a la actuación     | Regina Casé Camila Márdila | Ganador   | [ 19 ] |
| 2015 | Estados Unidos Festival de Cine de Sundance                                     | Premio especial del jurado a la dirección     | Gran premio del jurado     | Nominado  | [ 19 ] |
| 2015 | Estados Unidos Festival de Cine de Seattle                                      | Mejor actriz                                  | Regina Casé                | Nominado  | [ 19 ] |
| 2015 | Festival de Cine de Lima                                                        | Premio del público                            | Anna Muylaert              | Nominado  | [ 19 ] |
| 2015 | Eslovenia Festival de Cine de Ljubljana                                         | Mejor película                                | Anna Muylaert              | Ganador   | [ 19 ] |
| 2015 | Estados Unidos National Board of Review                                         | Mejores películas extranjeras                 | Que Horas Ela Volta?       | Ganador   | [ 19 ] |
| 2015 | Festival de cine de Ámsterdam                                                   | Premio del público a la mejor película        | Que Horas Ela Volta?       | Ganador   | [ 19 ] |
| 2015 | Estados Unidos Círculo Femenino de Críticos de Cine de Estados Unidos           | Mejor película extranjera por o sobre mujeres | Que Horas Ela Volta?       | Ganador   | [ 19 ] |
| 2015 | Estados Unidos Asociación de Críticos de Cine de Washington D. C.               | Mejor película extranjera                     | Que Horas Ela Volta?       | Ganador   | [ 19 ] |
| 2015 | Estados Unidos Festival de Cine de RiverRun                                     | Mejor guion                                   | Anna Muylaert              | Ganador   | [ 19 ] |
| 2015 | Estados Unidos Premios Satellite                                                | Mejor película extranjera                     | The Second Mother          | Nominado  | [ 19 ] |
| 2016 | Estados Unidos Premios de la Crítica Cinematográfica                            | Mejor película de habla no inglesa            | The Second Mother          | Nominado  | [ 19 ] |
| 2016 | Premio de la Asociación de Críticos de Arte de San Pablo                        | Mejor película                                | Anna Muylaert              | Ganador   | [ 19 ] |
| 2016 | Premio de la Asociación de Críticos de Arte de San Pablo                        | Mejor actriz                                  | Regina Casé                | Ganador   | [ 19 ] |